# 弹底杜罗伽
弹底杜罗伽（在位时期735–756年），是印度罗湿陀罗拘陀王朝的建立者。首都位于卡纳塔克邦的古尔伯加地区。
根据弹底杜罗伽的埃洛拉叙事记载，他于753年击败遮娄其王朝,并获得了Rajadhiraja和Parameshvara的称号。碑文称他是因陀罗二世的儿子。萨曼嘎德碑文称他的母亲是来自古吉拉特邦的遮娄其公主，名为Bhavanaga。同一碑文还称他多次击败了卡纳塔克邦巴拉（卡纳塔克邦军队）。此外，他还击败了印度中部的拉塔（古吉拉特邦）、马尔瓦、坦卡、羯陵伽和舍沙（那迦）国王。 尽管他征服了遮娄其帝国，但从757年的瓦卡莱里铭文可以清楚地看到，在757年遮娄其皇帝基尔蒂跋摩二世一直控制着他的南部省份。